# Jacek Sołtysiak
Jacek Sołtysiak (ur. 19 czerwca 1969) – polski reżyser, aktor filmowy i dubbingowy. Twórca seriali dla dzieci, między innymi: Domisie, Jedyneczka. Wyreżyserował również seriale telewizyjne takie, jak: Klan, Samo życie i Korona królów.
W 1994 roku ukończył studia na PWST w Warszawie.

## Polski dubbing
- 2004: Mickey: Bardziej bajkowe święta – Max
- 2004: Nascar 3D –
  - Reporter,
  - Spotters com,
  - Steve Park
- 2002: Złap mnie, jeśli potrafisz – Frank Abagnale Jr.
- 2001–2008: Café Myszka – Max (niektóre odcinki)
- 2001–2003: Aparatka – Dion
- 2001: Gothic
- 1999: Jak Gyom został starszym Panem w Czternaście bajek z Królestwa Lailonii Leszka Kołakowskiego – Gyom
- 1998: Eerie, Indiana: Inny wymiar – Scoop
- 1998: Rudolf czerwononosy renifer – Młody Rudolf
- 1997: Herkules
- 1996–2003: Laboratorium Dextera
- 1995–1998: Pinky i Mózg – Pinky
- 1995–1997: Freakazoid! – Dexter Douglas
- 1995–1996: Maska –
  - Charlie,
  - Stinko (51)
- 1995: Goofy na wakacjach – Max
- 1995: Powrót do Wiklinowej Zatoki – Bartek
- 1994–1998: Spider-Man
- 1994–1996: Iron Man: Obrońca dobra – Yinsen (8)
- 1994–1995: Aladyn – Aladyn (Serie II i III)
- 1994: Aladyn. Powrót Dżafara – Aladyn
- 1993–1998: Animaniacy – Pinky
- 1993: Uwolnić orkę
- 1992–1995: Sprycjan i Fantazjo – Sprycjan
- 1992–1993: Rodzina Addamsów
- 1992: W 80 marzeń dookoła świata
- 1991–1997: Rupert – Freddie (56)
- 1991–1993: Powrót do przyszłości – Marty
- 1991: Kot w butach – Hans
- 1990–1993: Zwariowane melodie – Sylwester Junior
- 1990: Piotruś Pan i piraci – Kaczor (38)
- 1988: Mój sąsiad Totoro
- 1987–1988: Babar
- 1983–1985: Malusińscy – Dinky
- 1980: Figle z Flintstonami
- 1976–1978: Scooby Doo

## Filmografia
- od 2018: Korona królów – współreżyser serialu
- 1997–2009: Klan – Roman Rutkowski, II reżyser filmu „Dwa serca”, w którym grała Olka
- 1997: Boża podszewka – żołnierz AK
- 1997: Złotopolscy – policjant na Dworcu Centralnym (1, 2)
- 1980–2000: Dom – (13, 14)

## Reżyser
- Linia życia
- Kultura od Kuchni
- Przez dziurkę od Sera (dwa sezony)
- Bieszczadzki Park Narodowy
- Bal Mistrzów Sportu
- Sposób na Faceta
- Klan
- Samo życie
- Domisie
- Jedyneczka
- Margolcia i Miś zapraszają dziś
- Z.U.P.A.
- Muzykogranie
- Szansa na Życie
- Sz.jak Szarik
- Archipelag Matematyki